# 源忠隆
源 忠隆（みなもと の ただたか、生没年不詳）は、平安時代中期の武士・官人。源満政の次男。

## 経歴
『枕草子』第7段及び91段に一条天皇に仕える六位蔵人として登場し、同書三巻本の勘物によれば長保2年（1000年）正月に蔵人に任ぜられたとある。翌同3年（1001年）からは右衛門少尉を兼帯（『権記』）。寛弘元年（1004年）正月には蔵人式部丞となり、翌同2年（1005年）正月に叙爵（三巻本『枕草子』）。寛弘5年（1008年）頃には相模権守となっている（『御産部類記』）。
異本『清少納言集』には宮仕えを退き夫と共に摂津国に下っていた清少納言の許を勅使として訪ねた際に交わした贈答歌があるが、これは忠隆が蔵人在任中であった長保2年から寛弘元年（1000年 - 1004年）の間のものであると考えられている。また『尊卑分脈』の記載によれば備前守藤原景斉女や上野介平維叙女などを娶っていたという。子息のうち長子とされる斉頼は鷹飼の達人として著名であり、その子孫は代々近江国を地盤とした。

## 系譜
- 父：源満政
- 母：不明
- 妻：藤原景斉女 - 景斉は藤原北家長良流・藤原国章の三男。
  - 男子：源斉頼 - 従五位下、検非違使、蔵人、左衛門尉、出羽守。鷹飼の達人。
- 妻：平維叙女 - 維叙は桓武平氏・平貞盛の子。
  - 男子：源重隆
- 生母不明
  - 男子：源忠清
  - 男子：源隆仲
  - 男子：源重明
  - 男子：源義経 - 安芸守。